# Killer Holiday
Killer Holiday es una película de terror estadounidense de 2013 dirigida por Marty Thomas. Trata acerca un asesino psicótico llamado Melvin 'Araña' Holiday que acecha a ocho inocentes adolescentes que son atraídos por un parque de atracciones abandonado.

## Argumento
Taylor, una ex delincuente juvenil, convence a una estudiante llamada Cammi para unirse a ella y sus amigos en un viaje por carretera  en el desierto de California durante las vacaciones de primavera. Haciendo caso omiso de los malos presagios de Cammi, los ocho amigos se alejan cada vez más de la civilización a lo largo de la vieja Ruta 66 con un asesino tras ellos. La ansiedad se acumula a medida que cada parada en el camino resulta más extraña y desconocida hasta que el grupo es atraído por un parque de atracciones abandonado con un misterioso pasado ubicado lejos de la carretera principal. Allí, el grupo descubre que el parque se completa con juegos mecanicismos descompuestos, sorpresas impactantes, el olor de la muerte, y un joven atractivo y tatuado asesino en serie llamado Spider.

## Reparto
- Michael Copon como Melvin 'Spider' Holiday.
- Rachel Lara como Taylor.
- Julia Beth Stern como Cammi.
- Alex Mandel como Derrick.
- Kaley Victoria Rose como Madison (como Rachel Wixom).
- Matt Calloway como Trevor.
- David Namminga como Dylan.
- Noah Gibbings como Cody.
- Gabriel Olivera como Adam.